# La intrusa
 (срп. Уљез) мексичка је теленовела, продукцијске куће Телевиса, снимана 2001.

## Синопсис
Недуго пре смрти, богхаташ Родриго Хункера моли дадиљу свој најмлађег сина Вирхинију да се уда за њега. Тако нико неће моћи да је избаци из куће кад он умре. Вирхинија је племенита жена и заљубљена је у Родриговог сина Карлос Алберта, са којим је и у вези. Међутим, након што Родриго умре и открије се да је наследница његовог богатства и нова власница, цела породица, па и Карлос Алберто окреће се против ње и она постаје — уљез. Живот јој највише загорчавају Родригова деца Јуниор, Ракел и Виолета, док јој двоје најмлађе деце, Алдо и Мемо, пружају подршку. На другом крају земље, Вирхинијина сестра близнакиња Ванеса користи своју лепоту како би вртела мушкарце око малог прста и ишчупала се из дугова у које ју је увалило сиромаштво.
Она једном приликом путује у Мексико Сити, где упознаје Карлос Алберта, који је запањен њеном сличношћу са Вирхинијом, али га одбија њено сувише смело и дрско понашање. Након, бројних препрека, Вирхинија се удаје за Карлос Алберта, и њихов брак се претвара у пакао због његове болесне љубоморе. Ствари се додатно компликују када Вирхинији почну да море вртоглавице, а вид јој такође слаби. Она сазнаје да болује од канцера и да ће умрети за годину дана. Истовремено открива и да је у другом стању и одбија да абортира упркос томе што је лекари упозоравају да можда неће издржати трудноћу. Након што роди здраву девојчицу, Вирхинија, која је у међувремену потпуно ослепела, умире.
Вест о Вирхинијиној смрти стиже и до Ванесе, која одлучује да се досели у Мексико Сити, освети се свима онима који су њеној сестри близнакињи правили пакао од живота и преузме бригу о својој сестричини. Неколико дана након Вирхинијине смрти, у вили Хункерових, почињу да се дешавају чудне ствари. Када падне ноћ, слепа и забринута жена шета ходницима и проклиње Карлос Алберта, који се куне да је то његова покојна супруга.

## Улоге
| Глумац                       | Улога              |
| ---------------------------- | ------------------ |
| Габријела Спаник             | Вирхинија / Ванеса |
| Артуро Пениче                | Карлос Алберто     |
| Лаура Запата                 | Максимилијана      |
| Доминика Палета              | Анабела            |
| Серхио Сендел                | Данило             |
| Чантал Андере                | Ракел              |
| Гиљермо Гарсија Канту        | Родриго млађи      |
| Карла Алварез                | Виолета            |
| Силвија Манрикез             | Елена              |
| Хосе Марија Торе             | Алдо               |
| Шерлин                       | Марикрус Ролдан    |
| Серхио Виљсана               | Гиљермо Мемо       |
| Клаудио Баез                 | Алирио             |
| Силвија Дербез Барбара Хил   | Саграрио           |
| Клаудио Рохо                 | Хоакин             |
| Патрисија Рејес Спиндола     | Рената             |
| Енрике Лизалде Карлос Камара | Родриго            |
| Дијана Голден                | Зајда              |
| Марлен Фавела                | Лупита             |
| Виктор Норијега              | Едуардо            |
| Хуан Пабло Гамбоа            | Естебан            |
| Сара Монтес                  | Балбина            |
| Силвија Каос                 | Евелија            |
| Уберто Бондони               | Умберто            |
| Рафаел Амаја                 | Дерик / Едуардо    |
| Естер Риналди                | Едит               |
| Марта Рот                    | Норма              |
| Милагрос Руседа              | Диоса              |
| Алехандро Руиз               | Увенсио            |
| Беатриз Мораја               | Аиде               |
| Марија Прадо                 | Зенајда            |